# フォゴ島
フォゴ島（Fogo (ポルトガル語発音: [ˈfoɡu])）は、カーボベルデ、ソタヴェント諸島の島。フォゴとは、ポルトガル語で「火、炎」を意味する。成層火山であるフォゴ山からなる島である。

## 地理

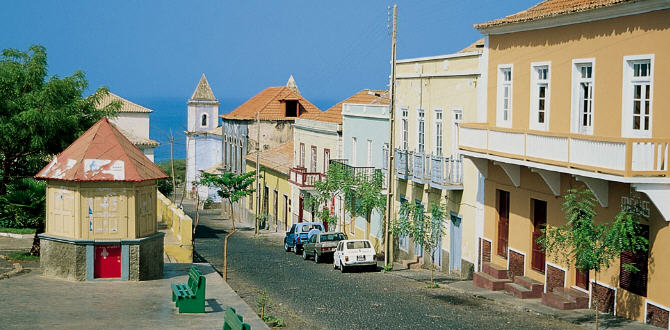
サン・フェリペの町並み。

フォゴ島は、サンティアゴ島とブラヴァ島の間に位置する。事実上、島全体が周期的に活動する活火山となっている。最近噴火したのは1995年で、ピコ・レケノという新たなクレーターが出現した。カルデラは最大9キロメートルの幅があり、外縁は1キロメートルの高さがある。カルデラは東部のへりに裂け目があり、巨大な山頂部は中央部にある。円錐形の中央は島の最高点であり、山頂はカルデラの外縁より100メートルほど高い。火口からの溶岩は、島東海岸に達する。シャ・ダス・カルデイラスという小村が火山観察基地として存在し、噴火の間周期的に住民は村を明け渡している。
島の行政中心地は、空港の近いサン・フェリペである。サン・フェリペは1480年代に初めて定住がされ、島全体は農業が主要産業である。サン・フェリペにある建物は、古典的なポルトガル植民地時代の建物である。島の第2の町は、北東に所在するモステイロスである。
フォゴの南西には肥沃な土地が広がる。北と東は斜めである。島全体が、カダモスト海山と呼ばれる海山である。周辺の海は、海岸から5キロメートル離れた距離に5,300メートルほどの深さとなる。西部を除いて、さらに西のブラヴァ島の別の海山とつながる。
北東部の丘陵地帯は、1年を通して緑で草に覆われている。山は乾燥した不毛の土地である。カーボベルデ南端の島の1つであるフォゴ島は、国で最高の降雨がある。小川と渓流は年中乾いている。島には植物およびケープベルデミズナギドリなどの鳥類、爬虫類の固有種が多く生息しており、周辺の海域にはアオウミガメ、ヒメウミガメ、マイルカ、カマスサワラ、クサヤモロが生息している。2020年に生物圏保護区に指定された。
サン・フェリペにある建物は、古典的なポルトガル植民地時代の建物である。
1680年には、激しい噴火が起きた。100キロメートル離れた場所で、数年にわたって山が見えたほどだった。この噴火によって、島は「フォゴ」という名をつけられたのである。

## 歴史
フォゴ島は、1460年にジェノヴァ人航海者アントニオ・ノリに発見され、サン・フェリペ島と名付けられた。
1500年、ポルトガル人が入植した。島は奴隷貿易に利用された。1850年に移民受け入れを始め、主に北アメリカから人々がやってきた。1910年10月5日革命で貴族が追放され、大土地所有者らはポルトガル本国へ帰国し市民権を手放した。

## 言語
ポルトガル語が公用語であるが、フォゴ島の人々が日常会話で使うのはカーボベルデ・クレオール語のフォゴ方言である。

## 経済
島の経済は農業と漁業に大きく依存しているが、観光も徐々に人気を集めている。観光地としては、サン・フェリペやシャ・ダス・カルデイラス、そして島内の火山が人気である。なお、フォゴ島の特産品はコーヒーとワインである。
多くの住民の家庭は、アメリカ合衆国やその他の国へ移住していった人々からの送金で成り立っている。外国へ移住した旧フォゴ島民は、もはや互いの顔が分からなくなっても、島に残った親戚へいくらかの送金をおこなっているのである。また、彼らは親戚に会うべく、しばしば観光を兼ねてフォゴ島を訪れる。

## 基礎自治体
- São Filipe
- Mosteiros

## 教区および自治体
- Achada, also Achada Furnas
- Achada Grande
- Atalaia
- Bangaeira
- Chã das Caldeiras
- Cova Figueira
- Coxo
- Curral Grande
- Estancía Roque
- Fajãzinha
- Figueira Pavão
- Fonsaco
- Fonte Aleixo
- Furna
- Galinheiros
- Lomba
- Monte Grande
- モシュテイホシュ（英語版）（Mosteiros）
- Patim
- Ponta Verde
- Ribeira Ilhéu
- Salto
- Santo António
- サン・フェリペ（英語版）（São Filipe）
- São Jorge
- São Lourenço
- Vicente Dias

## スポーツ
アカデミカ・ド・フォゴ、ボタフォゴ、クテリーニョ、スパルタク・ダグアディーニャ、ヴルカニコスなどのサッカークラブがフォゴ島を本拠地としている。

## ギャラリー

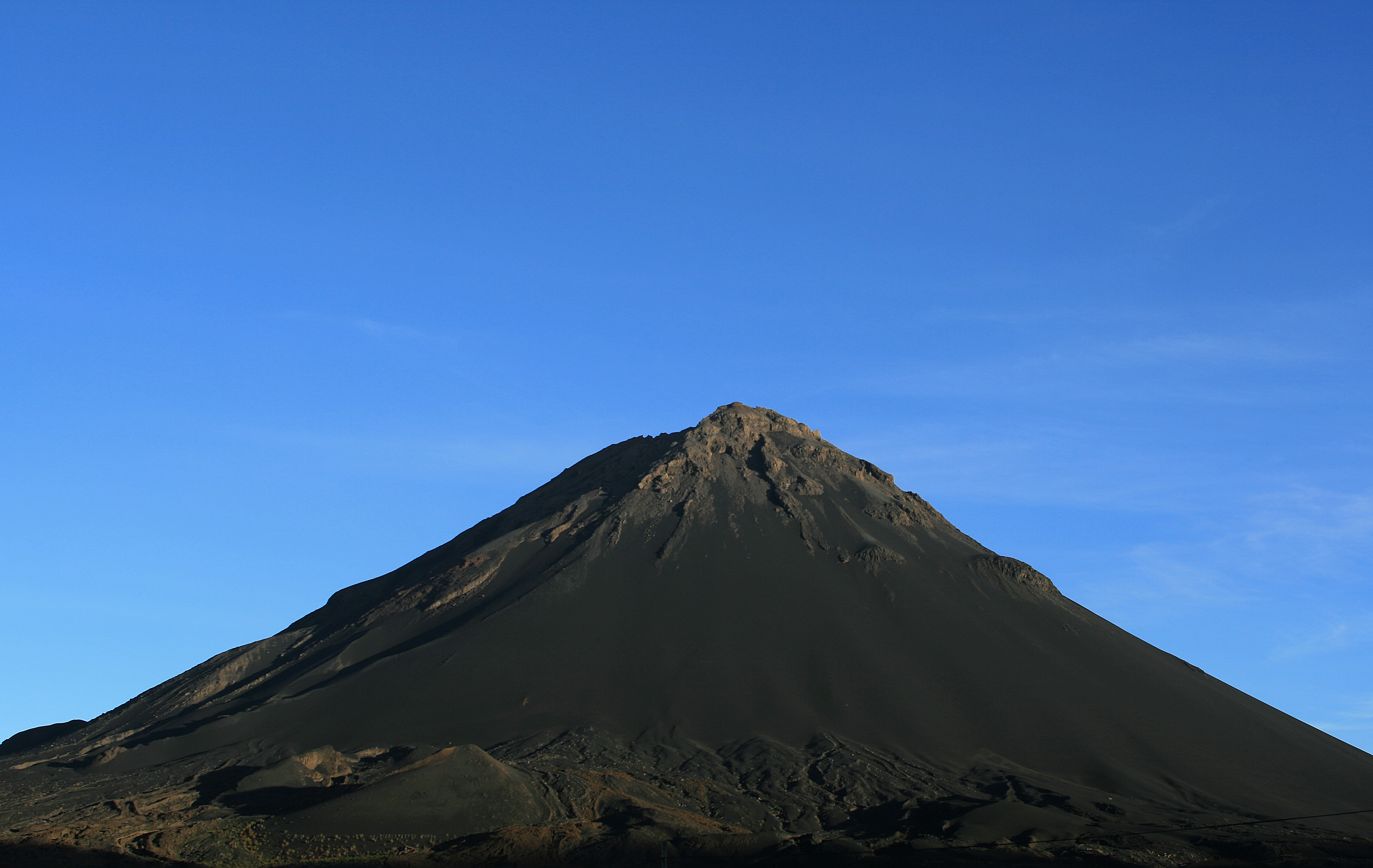
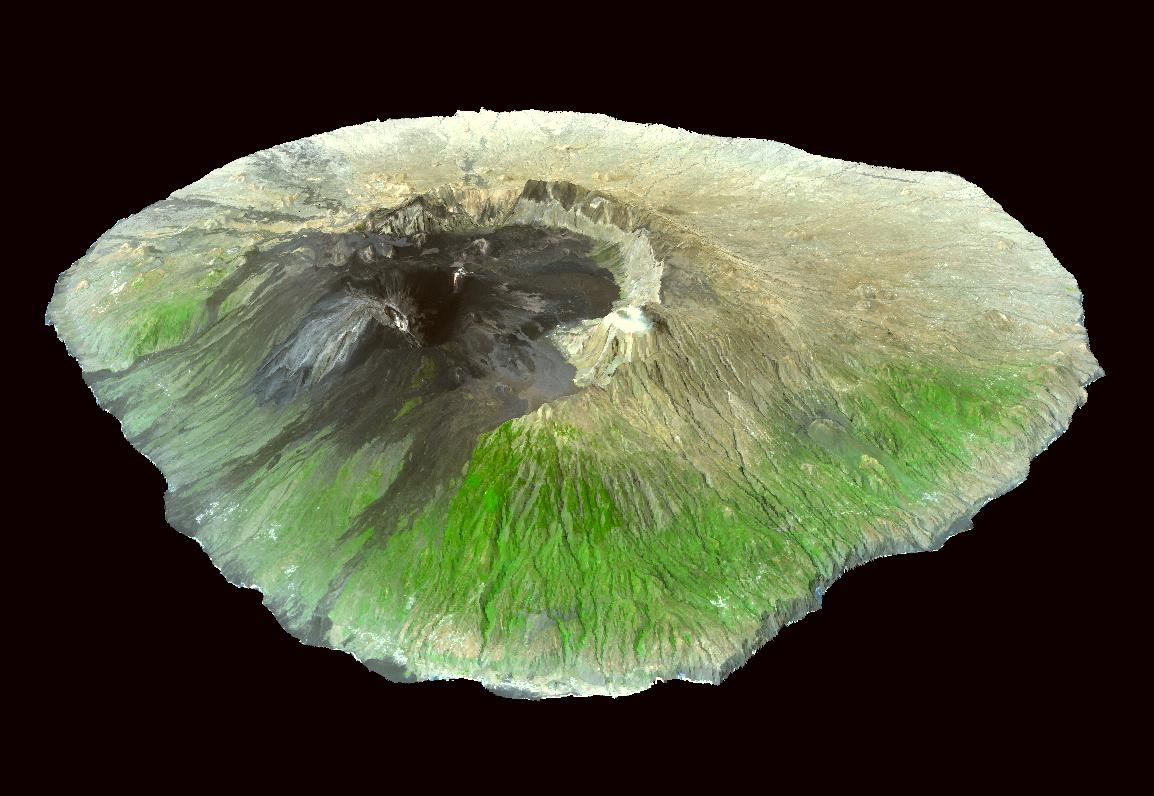
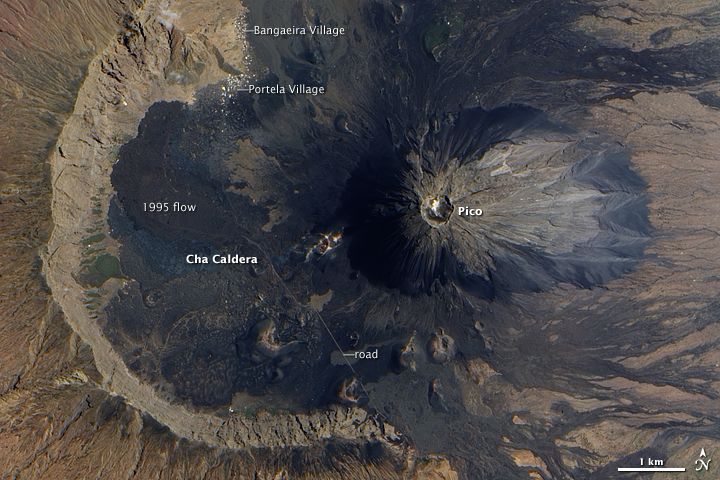
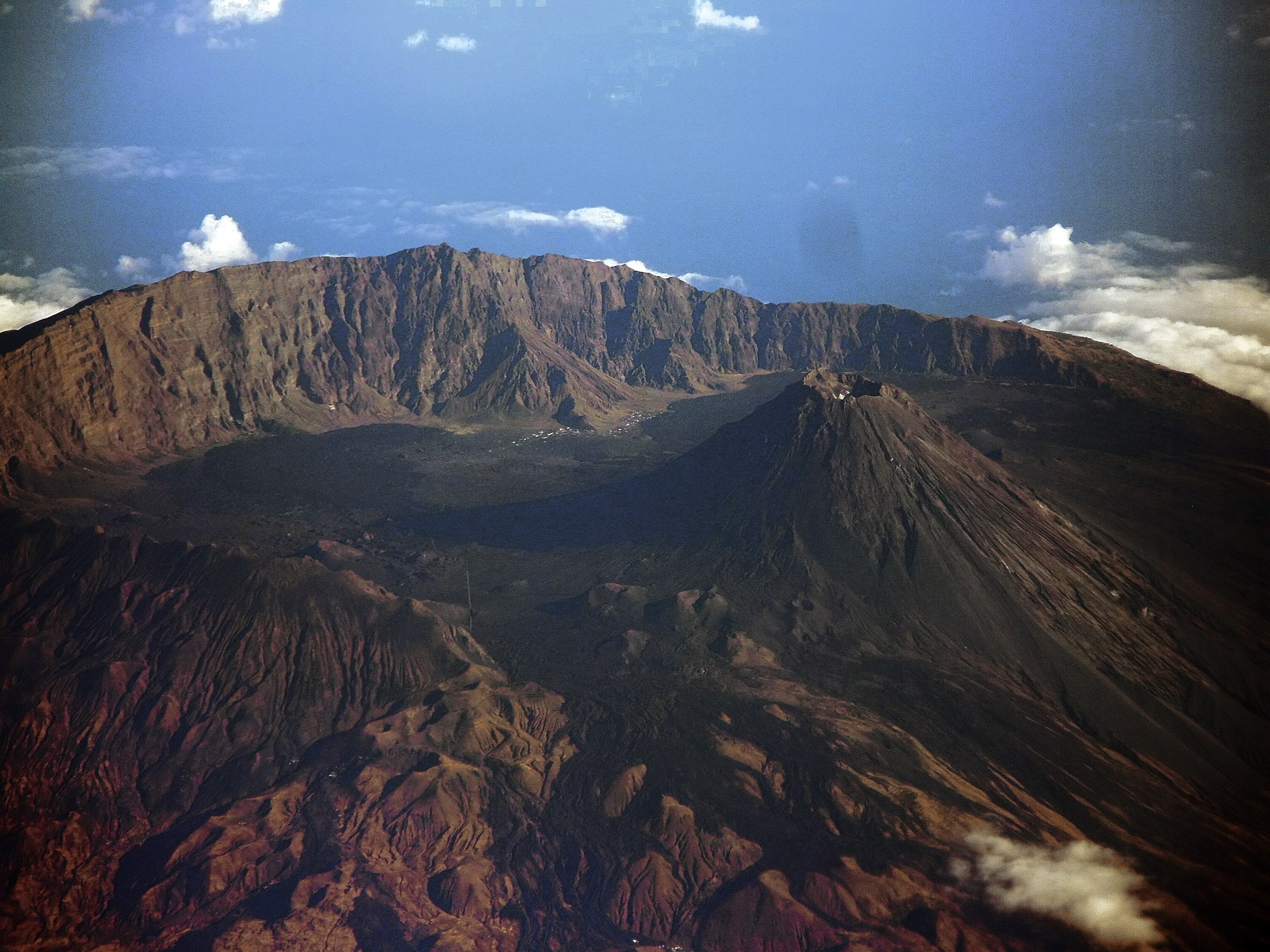
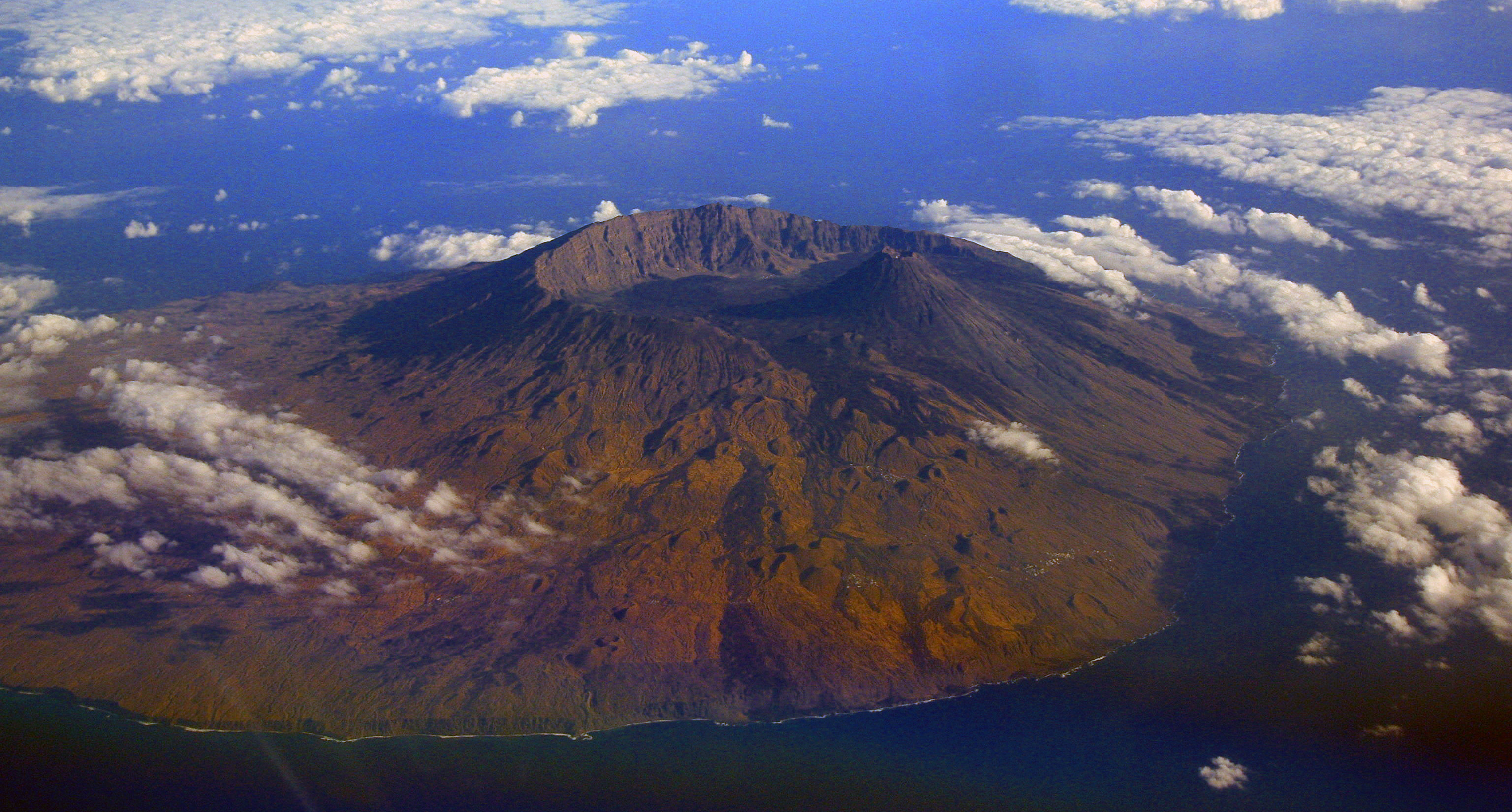
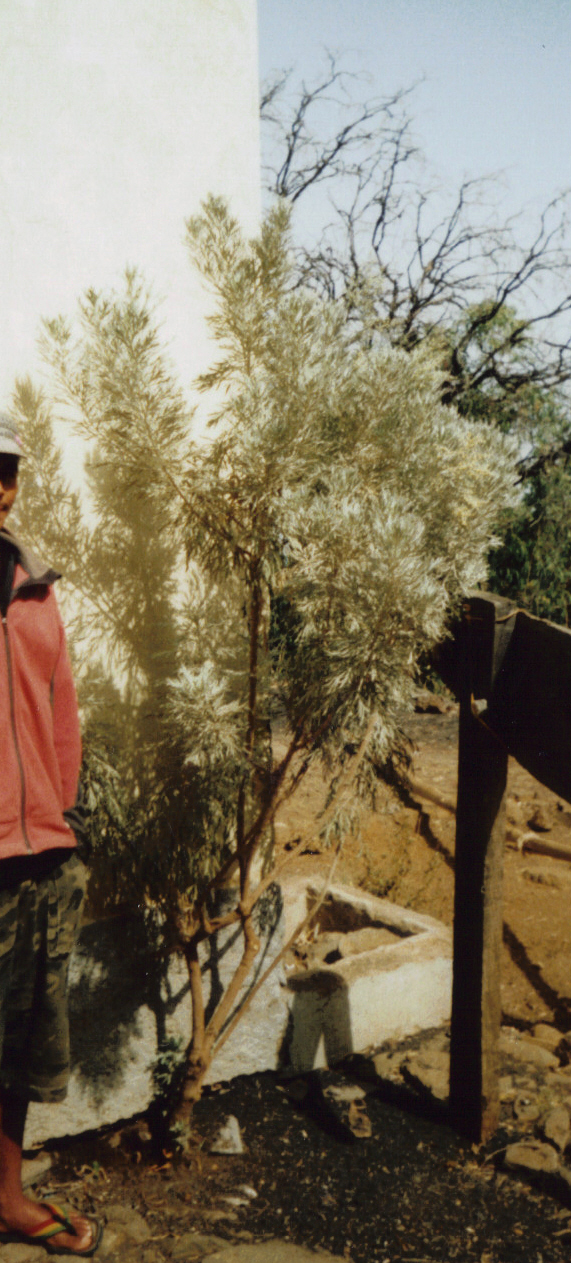

## 著名な出身者
- ペドロ・カルドーゾ
- ゼ・ルイス
- ペドロ・ピレス
- エンリケ・テイシェイラ・デ・ソウザ
- カルロス・デ・ヴァスコンセロス